# Aricagua (municipalité)
Pour les articles homonymes, voir Aricagua.
Aricagua est l'une des vingt-trois municipalités de l'État de Mérida au Venezuela. Son chef-lieu est Aricagua. En 2011, la population s'élève à 4 242 habitants.

## Géographie

### Subdivisions
La municipalité possède une seule paroisse civile et une parroquia capital, traduite ici par « capitale » (en italiques et suivie d'une astérisque) avec, chacune à sa tête, une capitale (entre parenthèses) :
- Capitale Aricagua * (Aricagua) ;
- San Antonio (Campo Elías).